# Cougars de Victoria (WHL)
Pour les articles homonymes, voir Cougars de Victoria.
Les Cougars de Victoria sont une franchise de hockey sur glace basée à Victoria, en Colombie-Britannique, au Canada, qui a joué trois saisons, de 1949 à 1952, dans la Pacific Coast Hockey League puis douze dans la Western Hockey League de 1952 à 1961. En 1961, ils sont transférés à Los Angeles et deviennent les Blades de Los Angeles.

## Statistiques
| No | Saison    | PJ | V  | D  | N  | % V  | BP  | BC  | Pts | Classement                   | Séries éliminatoires | Entraîneur  |
| -- | --------- | -- | -- | -- | -- | ---- | --- | --- | --- | ---------------------------- | -------------------- | ----------- |
| 1  | 1949-1950 | 70 | 22 | 42 | 6  | 35,7 | 218 | 307 | 50  | Dernier de la division North | Non qualifié         | Eddie Wares |
| 2  | 1950-1951 | 70 | 35 | 20 | 15 | 60,7 | 250 | 216 | 85  | Premier de la ligue          | Champion             | Roger Leger |
| 3  | 1951-1952 | 70 | 25 | 38 | 7  | 40,7 | 242 | 296 | 57  | Sixième de la ligue          | Finaliste            | Roger Leger |

| No | Saison    | PJ | V  | D  | N  | % V  | BP  | BC  | Pts | Classement                     | Séries éliminatoires | Entraîneur             |
| -- | --------- | -- | -- | -- | -- | ---- | --- | --- | --- | ------------------------------ | -------------------- | ---------------------- |
| 4  | 1952-1953 | 70 | 26 | 36 | 8  | 42,9 | 244 | 273 | 60  | Dernier de la ligue            | Non qualifié         | Ed Dorohoy             |
| 5  | 1953-1954 | 70 | 27 | 32 | 11 | 46,4 | 203 | 223 | 65  | Cinquième de la ligue          | Éliminé au 1er tour  | Billy Reay             |
| 6  | 1954-1955 | 70 | 33 | 29 | 8  | 52,9 | 237 | 199 | 74  | Deuxième de la ligue           | Éliminé au 1er tour  | Billy Reay             |
| 7  | 1955-1956 | 70 | 35 | 30 | 5  | 53,6 | 206 | 196 | 75  | Deuxième de la division Coast  | Éliminé au 2e tour   | Eddie Olson            |
| 8  | 1956-1957 | 70 | 29 | 34 | 7  | 46,4 | 208 | 204 | 65  | Troisième de la division Coast | Éliminé au 1er tour  | Colin Kilburn          |
| 9  | 1957-1958 | 70 | 18 | 50 | 2  | 27,1 | 226 | 313 | 38  | Dernier de la division Coast   | Non qualifié         | Colin Kilburn Pat Egan |
| 10 | 1958-1959 | 70 | 30 | 36 | 4  | 45,7 | 219 | 254 | 64  | Troisième de la division Coast | Éliminé au 1er tour  | Pat Egan               |
| 11 | 1959-1960 | 70 | 37 | 29 | 4  | 55,7 | 227 | 194 | 78  | Quatrième de la ligue          | Finaliste            |                        |
| 12 | 1960-1961 | 70 | 27 | 41 | 2  | 40   | 220 | 267 | 56  | Sixième de la ligue            | Éliminé au 1er tour  |                        |

## Logos successifs

Logo de 1952 à 1955
Logo de 1955 à 1959
Logo de 1959 à 1961